# Casiano de Prado y Vallo
Casiano de Prado y Vallo (Santiago de Compostel·la, 13 d'agost de 1797 – Madrid, 4 de juliol de 1866) fou un enginyer de mines i geòleg gallec.

## Biografia
Estudià a la Universitat de Santiago de Compostel·la i participà, des de molt jove, en la política. El 1817 va ser detingut per la Inquisició espanyola acusat de «proposicions» (formular idees contràries a la religió catòlica) i de llegir amb freqüència llibres prohibits. Va passar quatre-cents dies reclòs i incomunicat a les presons secretes de la Inquisició de Santiago de Compostel·la. Ni tan sols se li va permetre contactar amb la seva mare i tampoc se li va permetre que llegís llibres relacionats amb les ciències naturals «i si demanava en això alguna gràcia, se'm reputava de criminal», com ell mateix va declarar en un article publicat tres anys després durant el Trienni Liberal.
Va ser director del districte miner d'Aragó i Catalunya, i més tard de les mines d'Almadén, a l'enriquiment de les quals va contribuir amb les seves recerques geològiques. Després d'exercir altres missions a diferents llocs, entre ells les Mines de Riotinto, es va traslladar a Madrid el 1849 per formar part de la Comissió per a la Carta Geològica de Madrid i General del Regne (actual Institut Geològic i Miner d'Espanya). Va ser director de la Revista Minera, inspector general de Mines, membre de mèrit de la Societat Geològica de Londres i acadèmic de la Reial Acadèmia de Ciències Exactes, Físiques i Naturals de Madrid, des de 1865.
Es va ocupar de mineralogia, petrografia i paleontologia. En aquest últim camp li correspon el mèrit, juntament amb Mariano de la Paz Graells, d'haver donat a conèixer les restes d'elefants, apareguts el 1850, al teular de San Isidro de Madrid, després tradicional jaciment del Paleolític espanyol. A. proximitat va trobar, dins de les formacions del Miocè, diverses restes de mamífers terciaris que més tard va classificar el paleontòleg Paul Gervais.

## Obres

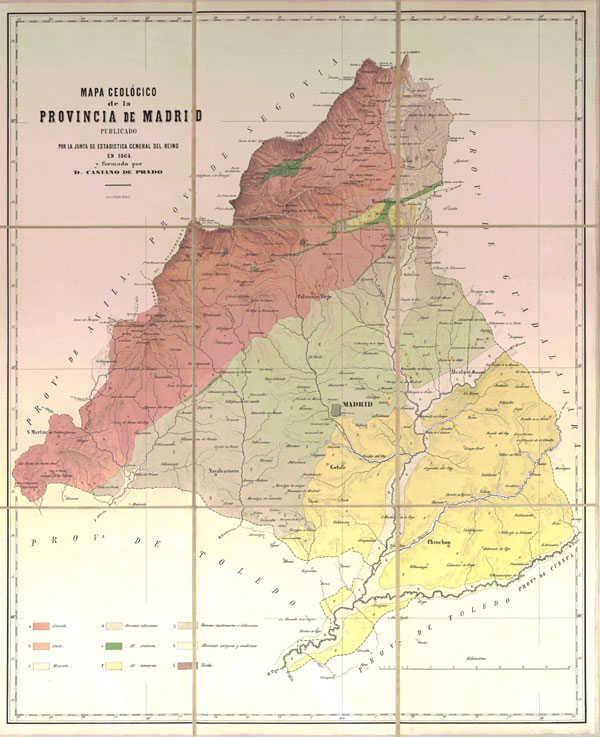
Mapa geològic de la província de Madrid, realitzat per Casiano de Prado.

Entre els seus nombrosos treballs de recerca destaquen el mapa geològic de les províncies de Madrid (1852), Valladolid (1854), Segòvia (1855) i Palència (1856) i altres importants ressenyes referides a altres zones de Castella i Lleó. De tots ells, el principal és el titulat Reseña física y geológica de la Provincia de Madrid (1864), treball molt meticulós, amb gran contingut de dades de primera mà, obra que continua sent consultada pels investigadors. Va acompanyada d'un esbós de mapa geològic de la província, única representació gràfica seva durant molts anys. Aquesta publicació li va valer ser nomenat director de la Comissió permanent de Geologia industrial. Altres obres foren:
- Vindicación de la Geología (1835)
- Diccionario de las voces más usadas en minería (1848)
- Ascensión a los Picos de Europa (1853)
- Los terremotos de la provincia de Almería (1863).